# Зерфюсс Бернар
Зерфюсс Бернар (фр. Bernard Zehrfuss, 20 жовтня 1911, Анже, Франція — 3 липня 1996, Неї-сюр-Сен, Франція) — французький архітектор, представник функціоналізму. Серед його робіт — будівля ЮНЕСКО (1953—1957, у співавторстві), Національний центр промисловості і техніки (1958, у співавторстві) у Парижі, заводи «Рено» (1953) у Флен-сюр-Сен (Іль-де-Франс), громадські будівлі й житлові будинки у Парижі, Гаврі, Турі та у Тунісі й Алжирі.

## Біографія
Б. Зерфюсс народився 20 жовтня 1911 року у Анже, куди його предки переїхали з Ельзасу у 1870 році після Французько-пруської війни. Його батько загинув у 1914 році під час Першої світової війни. У 1930 році закінчив Школу красних мистецтв. У 1939 році одержав Римську премію, що передбачала поїздку до Італії, однак через початок Другої світової війни перебував там недовго. Жив у Марселі. Був в складі військ Вільної Франції.
З 1943 по 1953 рік у залежних від Франції Алжирі та Тунісі Б. Зерфусс перебував на посаді в Управлінні громадських робіт і зробив багато проектів житлових будинків, шкіл і лікарень.
Після повернення до Франції, він був призначений головним архітектором громадських будівель і національних палаців і брав участь у створенні двох видатних проектів — будівлі європейської штаб-квартири ЮНЕСКО у 1953 році (у співавторстві) і Національного центру промисловості і техніки у 1958 році, однієї з перших будівель району Дефанс. 
У 1975 році він спроектував нову будівлю Галло-римського музею, розташованого у Ліоні. У 1983 році Зерфусс був обраний членом Академії мистецтв, постійним секретарем якого він став у 1994 році.
Помер у Неї-сюр-Сен у 1996 році.

## Творчість

Окремі роботи З. Бернара.
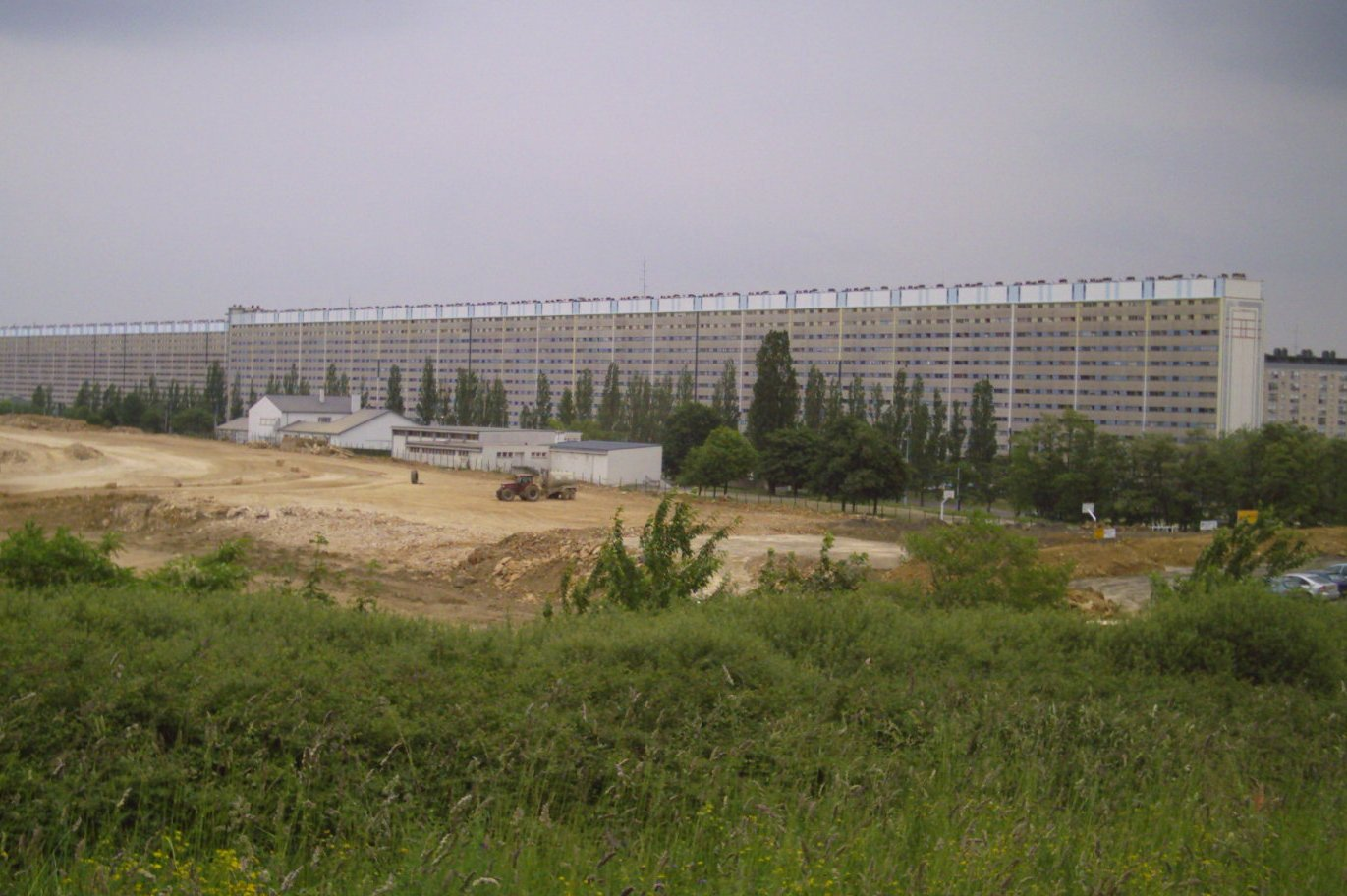
Житловий будинок у Нансі. 1959 - 1968.
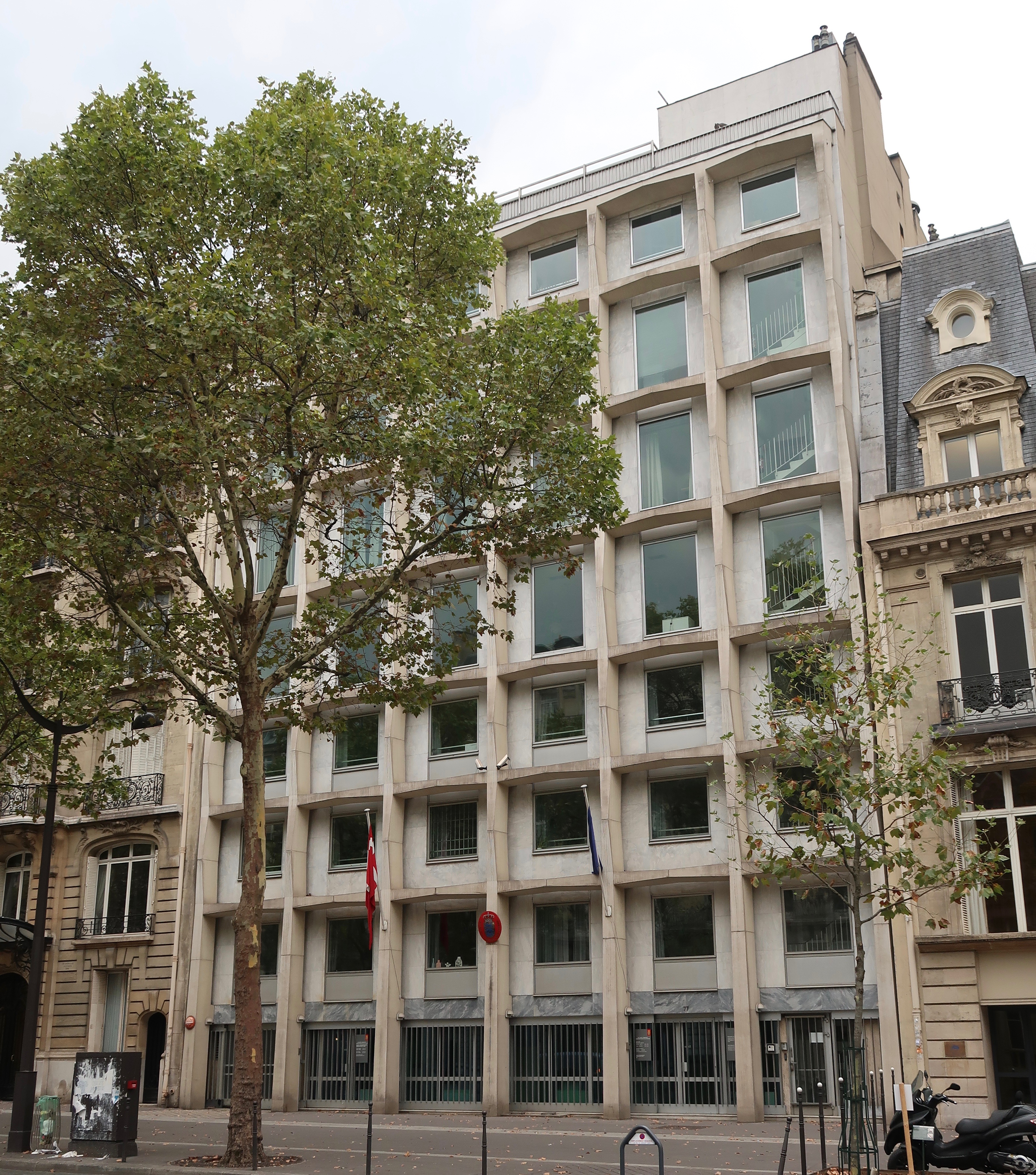
Посольство Данії у Франції. Париж. 1970.

## Виноски
1. 1 2 3  Fichier des personnes décédées mirror
2. 1 2  Bibliothèque nationale de France BNF: платформа відкритих даних — 2011.
3. 1 2  SNAC — 2010.
4. ↑  http://www.academieoutremer.fr/academiciens/fiche.php?aId=568